# Elisabet Eriksdotter
Elisabet Eriksdotter, är känd som en av de åtalade i häxprocessen i Katarina under det stora oväsendet.
Hon beskrivs som "en hustru". Hon angavs av den avrättade Margareta Matsdotter, som också hade anmält Agnis Johansdotter och Malin Matsdotter. Hon anklagades för att ha bortfört barn till Blåkulla. Vittnen uppgav att hon hade lärt barnen oböner (svordomar). 
Av okänd anledning bedömdes anklagelserna mot henne inte som trovärdiga av domstolen, och hennes fall var det fall som kanske ansågs minst intressant av alla som gick till åtal under häxprocessen. I augusti blev hon "ställd under Guds dom". Det var den första gång kommissorialrätten utfärdade denna dom under häxprocessen.  Hon var den första person i häxprocessen som frikändes från anklagelserna. 